# Sínodo de Whitby

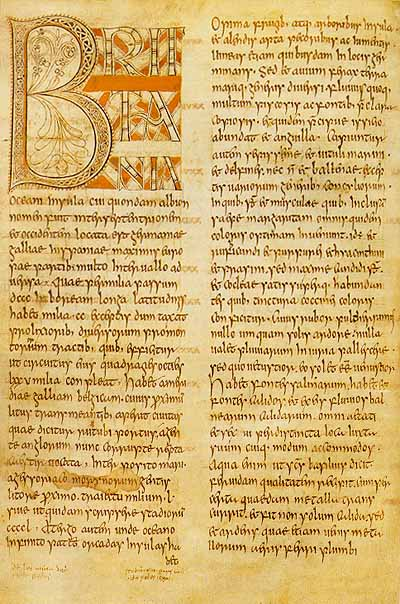
Beda Petersburgiensis, manuscrito sobreviviente de la Historia eclesiástica de los ingleses por Beda el Venerable

El sínodo de Whitby fue una importante reunión de monjes cristianos irlandeses y romanos, junto a autoridades políticas, que se celebró en la ciudad de Whitby, por entonces capital del reino de Northumbria, en la actual Inglaterra, el año 664. En ella se definió la dirección religiosa a tomar en el conflicto planteado entre el cristianismo de los monjes irlandeses y el de los romanos.

## Antecedentes
Durante la segunda mitad del siglo VI, monjes irlandeses habían llegado a Inglaterra, fundando una serie de monasterios, entre ellos el de Iona. Paralelamente, la Iglesia de Roma había enviado a varios monjes, entre ellos Agustín de Canterbury, con idéntica misión de evangelización. Ambas empresas misioneras terminaron chocando, debido a las fuertes discrepancias de ritual, estilo y organización que existían entre ambas iglesias. Luego de muchos años en que Northumbria basculó alternativamente entre darle el favor a los monjes irlandeses o a los romanos, el rey Oswiu de Northumbria se decidió a zanjar la cuestión.
La historia de la reunión es referida por Beda el Venerable en su Historia eclesiástica de los ingleses. Según Beda (partidario de Roma), Oswiu habría preguntado a los monjes romanos qué títulos alegaban para afirmar su superioridad jerárquica sobre los monjes irlandeses, ante lo cual ellos habrían citado el texto bíblico de Mateo 16:18-19 ["... Tú eres Pedro, y sobre esta piedra edificaré mi iglesia ... Yo te daré las llaves del reino de los cielos: todo lo que ates en la tierra será atado en el cielo, y lo que desates en la tierra será desatado en los cielos."] añadiendo que Pedro había llegado luego a ser Obispo de Roma, y que más tarde también había nombrado a los futuros obispos de esa ciudad como sus sucesores y únicos herederos, y finalmente, que el obispo de Roma les había enviado a ellos. Frente a estas argumentaciones, Oswiu habría preguntado a los monjes irlandeses si ellos podían reclamar también para sí mismos semejantes poderes, a lo que ellos, por supuesto, replicaron negativamente. El rey habría reflexionado entonces que más le valía plegarse a la poderosa Iglesia de Roma que a los humildes monasterios irlandeses, porque de hacer lo contrario, al morir y llegar al cielo podría encontrar las puertas cerradas por quien tenía las llaves del mismo.

## Consecuencias
El sínodo de Whitby marcó la derrota del modelo organizacional eclesiástico de los irlandeses, basado en una red de monasterios sin superior jerárquico visible, y la afirmación del modelo eclesiástico romano basado no en monasterios sino en obispados territorialmente organizados y con una rígida jerarquía. Sin embargo, la actividad misionera irlandesa continuó por los siglos siguientes, y el vigor cultural mostrado por los mismos desembocaría directamente en el Renacimiento carolingio.
El libro titulado Absolución por asesinato, escrito por Peter Berresford Ellis, bajo el seudónimo de Peter Tremayne, está ambientado en el sínodo de Whitby.